# Sydney Motorsport Park
Der Sydney Motorsport Park ist ein Motorsportpark in Eastern Creek, einem Vorort von Sydney, Australien, der vom Australian Racing Drivers Club betrieben wird. Das Gelände umfasst mehrere Motorsportanlagen für verschiedene Disziplinen, deren bekannteste die ehemals Eastern Creek Raceway genannte 3,93 km lange permanente Rennstrecke mit 11 Kurven ist.

## Geschichte

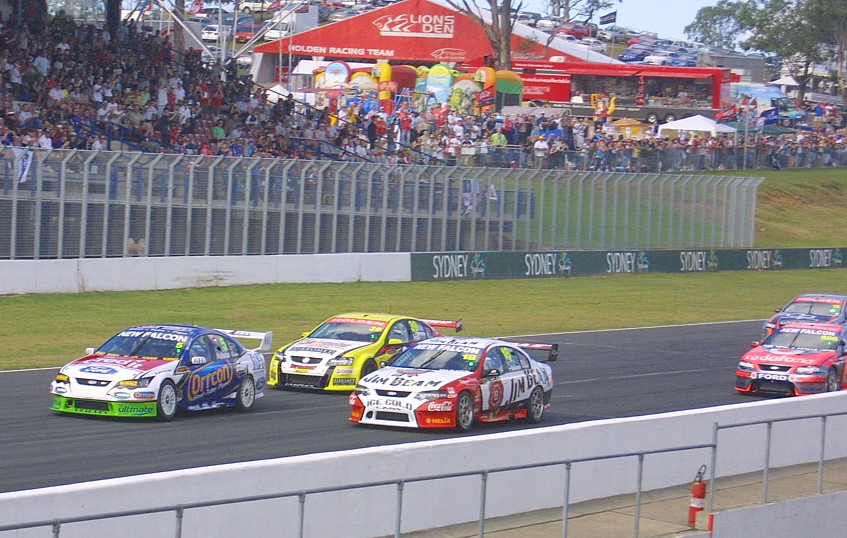
Start eines V8-Supercar-Rennens auf dem Eastern Creek Raceway

Die Strecke wurde am 10. November 1990 eröffnet.

## Veranstaltungen
Von 1991 bis 1996 übernahm der Kurs den Großen Preis von Australien für Motorräder von Phillip Island. Bis 2005 fanden die Saison-Abschlussrennen der V8-Supercar-Serie in Eastern Creek statt.
In den 1990er-Jahren fanden große Open-Air-Konzerte mit Bands wie Pearl Jam und Guns n’ Roses auf dem Areal der Rennstrecke statt, 2009 und 2010 wurde das Soundwave Festival auf dem Gelände abgehalten.

## Streckenbeschreibung
Die Strecke ist nach FIA-Grad 2 homologiert. und kann in 5 verschiedenen Konfigurationen hergerichtet werden. Die längste ist der nach Sir Jack Brabham benannte Brabham Circuit mit 4,5 km Länge.